# Ormosia ithacana
Ormosia ithacana là một loài ruồi trong họ Limoniidae. Chúng phân bố ở miền Tân bắc.